# Салыбаев, Бектемис
Бектеми́с Салыба́ев (1915, Сырдарьинская область, Туркестанский край, Российская империя — неизвестно, Джамбулская область, Казахская ССР) — старший чабан колхоза имени Серго Сары-Суйского района Джамбулской области, Казахская ССР. Герой Социалистического Труда (1949).

## Биография
Родился в 1915 году в крестьянской семье в одном из сельских населённых пунктов Сырдарьинской области. Окончил начальную школу. С раннего возраста трудился в сельском хозяйстве. С 1930 года трудился в полеводческой бригаде местной сельскохозяйственной артели до призыва в 1941 году в Красную Армию по мобилизации. Участвовал в Великой Отечественной войне. Получил тяжёлое ранение. После излечения в госпитале демобилизовался и возвратился на родину, где трудился чабаном, старшим чабаном по выпасу овец каракульской породы в колхозе имени Серго Сары-Суйского района.
Ежегодно показывал высокие трудовые результаты в овцеводстве. На начало 1948 года обслуживал 500 овцематок. По итогам этого года вырастил в среднем по 115 ягнят от каждой сотни овцематок. Получил 88 % смушек первого сорта каракуля. Указом Президиума Верховного Совета СССР от 12 июля 1949 года удостоен звания Героя Социалистического Труда за «получение высокой продуктивности животноводства в 1948 году» с вручением ордена Ленина и золотой медали «Серп и Молот» (№ 4124).
В 1954 году окончил одногодичные курсы, после которых трудился зоотехником. С 1958 года снова трудился чабаном. После реорганизации колхоза имени Серго в совхоз «Сарысуский» (с 1964 года — совхоз «Туркестанский») продолжал трудиться чабаном до выхода на пенсию.
Проживал в Джамбулской области (предположительно в селе Актогай Сарысуского района). Дата смерти не установлена.
Память
Его именем названа улица в селе Актогай Сарысуского района.